# Prostřední Krušec
Prostřední Krušec je malá vesnice, část města Hartmanice v okrese Klatovy v Plzeňském kraji. Nachází se asi dva kilometry severovýchodně od Hartmanic. Prostřední Krušec leží v katastrálním území Dolejší Krušec o výměře 4,18 km².

## Historie
První písemná zmínka o vesnici pochází z roku 1336.

## Obyvatelstvo
| Rok            | 1869 | 1880 | 1890 | 1900 | 1910 | 1921 | 1930 | 1950 | 1961 | 1970 | 1980 | 1991 | 2001 | 2011 | 2021 |
| -------------- | ---- | ---- | ---- | ---- | ---- | ---- | ---- | ---- | ---- | ---- | ---- | ---- | ---- | ---- | ---- |
| Počet obyvatel | 152  | 166  | 182  | 159  | 153  | 156  | 144  | 33   | 34   | 39   | 23   | 23   | 18   | 17   | 7    |
| Počet domů     | 26   | 24   | 24   | 22   | 22   | 24   | 27   | 26   | 26   | 13   | 8    | 16   | 17   | 18   | 18   |

## Obecní správa
Při sčítání lidu v letech 1850–1879 Prostřední Krušec byl samostatnou obcí v okrese Sušice. V letech 1880–1959 byl osadou obce Dolejší Krušec v okrese Sušice. Od roku 1960 je částí města Hartmanice v okrese Klatovy. V letech 1850–1879 k obci patřily Dolejší Krušec, Nuzerov a Trpěšice.